# Explicit (narratologie)

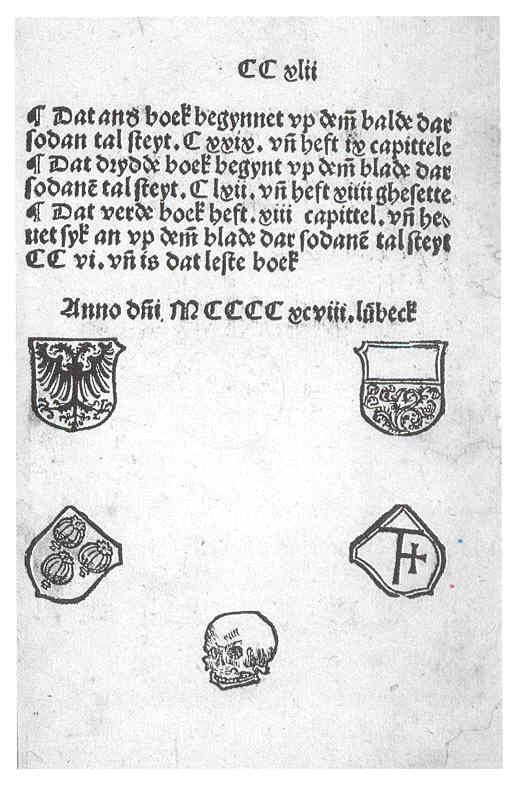
Un excipit en fin d’ouvrage ancien (1498)

Un explicit ou excipit est un terme employé en analyse littéraire pour désigner les dernières lignes d'une œuvre[réf. souhaitée]. Il s'oppose ainsi à l'incipit, qui désigne soit le premier vers d'un poème, soit plus généralement le commencement d'une œuvre. 

## Étymologie
Explicit est la substantivation du mot latin explicit, utilisé traditionnellement dans la formule finale des manuscrits au Moyen Âge : explicit liber (le livre se termine). En effet, cette locution latine est l'abréviation de la formule explicitus est liber, mise à la fin d'un ouvrage pour dire qu'il est terminé.
Le néologisme « excipit » parfois critiqué est également utilisé. On rencontre encore le terme desinit.

## Les différents types d'explicit
Les trois plus fréquents types sont :
1. L'explicit dramatique : il se termine par un évènement positif ou négatif (la mort d'un personnage, un départ, un mariage, etc.) qui met un point final au récit. Cela peut également être une révélation (identité du coupable).
2. L'explicit à valeur morale ou philosophique : l'auteur nous fournit une leçon morale ou philosophique tirée de l'action vécue par le personnage. C'est le plus fréquent à la fin des contes.
3. L'explicit sans conclusion : soit le lecteur est censé conclure lui-même (il n'y a pas de fin précise), soit il y a un épilogue dans lequel l'auteur explique l'avenir du personnage. Ce dernier n'a pas achevé l'action dans ce cas. C'est utilisé pour donner envie de connaître la suite, pour inciter le lecteur à acheter le tome suivant, par exemple.

La dernière page peut également comporter une mention indiquant que la lecture du livre est terminée. Les copistes du Moyen Âge utilisaient à cet effet la formule explicit liber signifiant que le rouleau qu'ils copiaient avait été complètement déroulé (du latin explicat, déplié). La coutume se poursuit jusqu'au XXe siècle. On trouve parfois « Finis coronat opus » dans des éditions anciennes. La femme de lettres anglaise Jane Austen termine ses romans simplement par le terme latin : finis, tandis que  Stendhal clôt La Chartreuse de Parme par To the happy few. Barbey d'Aurevilly, pour clore Un Prêtre marié ou Alain-Fournier à la fin du Grand Meaulnes écrivent simplement : Fin.
La dernière page peut également comporter un lieu et une date. Balzac le fait fréquemment. Par exemple : Eugénie Grandet, Paris, septembre 1833 ; La Rabouilleuse, Paris, novembre 1842. Georges Simenon en fait de même, pour nombre des Maigret : Maigret et le Clochard, Noland, le 2 mai 1962 ; Maigret et Monsieur Charles, Epalinges, le 11 février 1972 ;
La dernière page peut également comporter le colophon, pouvant rappeler le titre et l'auteur du livre, montrer la devise ou un symbole graphique de l'imprimeur.

Ainsi, trouve-t-on à la fin du Pantagruel de François Rabelais : 

« Fin des cronicques de Pantagruel,
Roy des Dipsodes, restituez à leur naturel,
avec ses faictz et prouesses espoventables
composez par feu M. ALCOFRIBAS,
abstracteur de quinte essence. »

## À propos du motexcipit
Le terme excipit est un synonyme du mot savant explicit qui fait référence à la formule latine explicit liber, concluant des manuscrits du Moyen Âge. En paléographie, cette fin de texte mentionne aussi parfois l’auteur et la date. 
On rencontre également le mot clausule, pour la dernière phrase particulièrement remarquable et lourde de sens d’un roman, par exemple « Il vient de recevoir la croix d’honneur » pour Madame Bovary.
On parle enfin de chute, pour le dernier vers d’un sonnet ou bien lorsque, dans une nouvelle, la dernière phrase crée un effet de surprise et invite à une relecture soupçonneuse. Voir par exemple :

« Oh ! ma pauvre Mathilde ! Mais la mienne était fausse. Elle valait au plus cinq cents francs !... »

— La Parure, de Guy de Maupassant

## Explicit célèbres
« Cela est bien dit, répondit Candide, mais il faut cultiver notre jardin. »

— Voltaire, Candide

« En traçant ces derniers mots, le 16 novembre 1841, ma fenêtre, qui donne à l’ouest sur les jardins des Missions étrangères, est ouverte : il est six heures du matin ; j’aperçois la lune pâle et élargie ; elle s’abaisse sur la flèche des Invalides à peine révélée par le premier rayon doré de l’Orient : on dirait que l’ancien monde finit, et que le nouveau commence. Je vois les reflets d’une aurore dont je ne verrai pas se lever le soleil. Il ne me reste qu’à m’asseoir au bord de ma fosse ; après quoi je descendrai hardiment, le crucifix à la main, dans l’éternité. »

— Mémoires d'outre-tombe (1841), François-René de Chateaubriand

« Mais le jour où le manteau impérial tombera enfin sur les épaules de Louis Bonaparte, la statue d'airain de Napoléon s'écroulera du haut de la colonne Vendôme. »

— Le 18 Brumaire de Louis Bonaparte (1852), Karl Marx

« La vie, voyez-vous, ça n'est jamais si bon ni si mauvais qu'on croit. »

— Une vie, Guy de Maupassant

« Sur ce dont on ne peut parler, il faut garder le silence, (Wovon man nicht sprechen kann, darüber muss man schweigen). »

— Tractatus logico-philosophicus (1921), Ludwig Wittgenstein,  (trad. Gilles-Gaston Granger)

« Dire que, quand nous serons grands, nous serons peut-être aussi bêtes qu'eux. »

— La guerre des boutons, Louis Pergaud